# Premysl

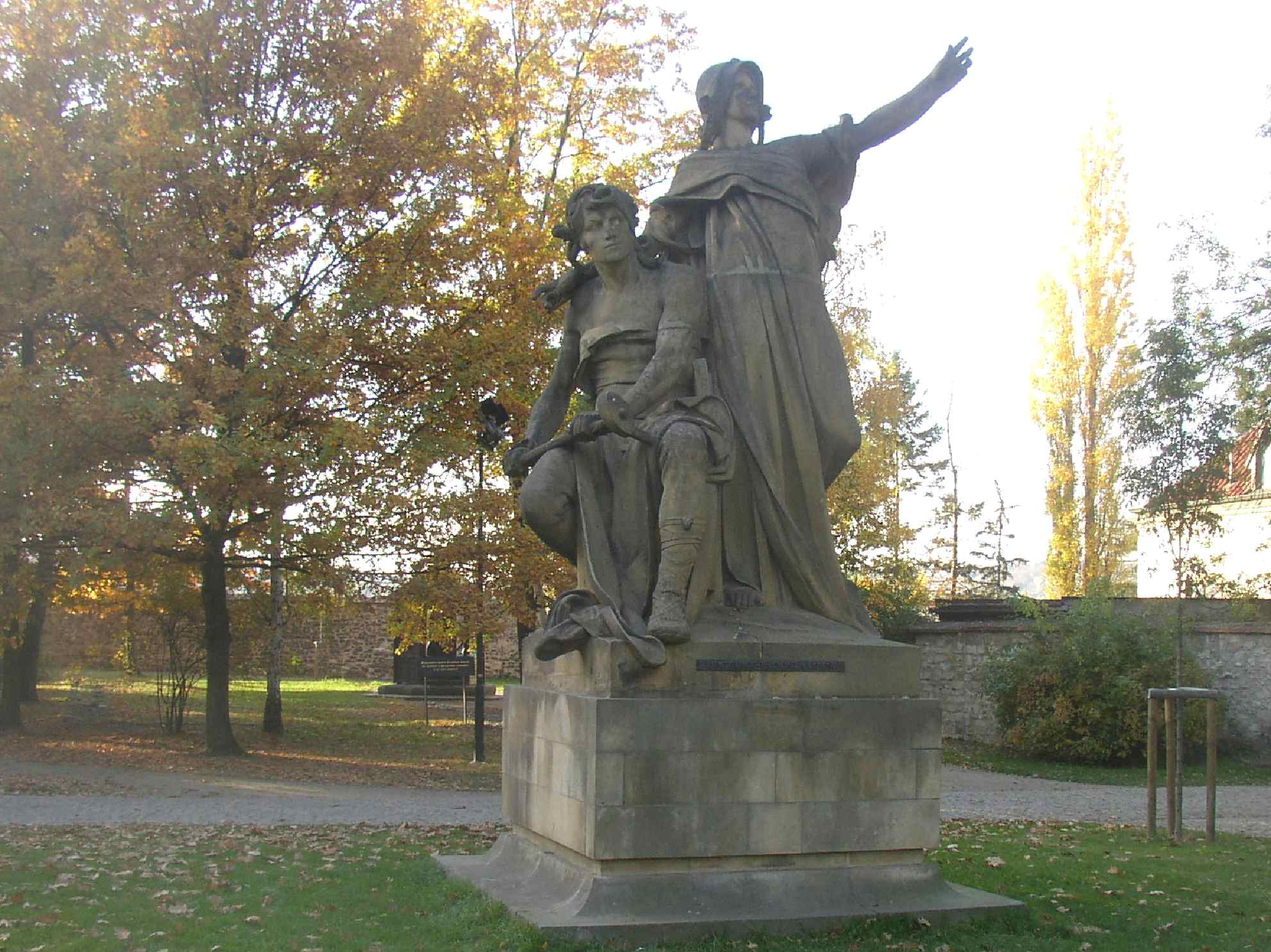
Uma escultura de Přemysl e Libuše, em Vyšehrad

Premislau (em checo: Přemysl), segundo a tradição, foi agricultor e lenhador, e se casou, com a futura princesa Libuse. Juntos começaram ao pé da colina Hradchany a construir a cidade de Praga situada na República Checa.
Premysl e Lebuse, juntos, começaram a construir o que seria nos dias de hoje, o Castelo de Praga.

## Lenda
Segundo uma lenda, Přemysl era um camponês livre da aldeia de Stadice que atraiu o aviso de Libuše, filha de um certo Krok, que governou grande parte da Boêmia. Libuše sucedeu seu pai, e seus conselheiros exigiram que ela se casasse, mas como Přemysl não era um nobre, ela contou uma visão em que seguiriam um cavalo solto em um entroncamento e o seguiriam para encontrar seu futuro marido, fazendo-o parecer como se foi a vontade do destino não o seu próprio desejo. Existem duas versões da lenda, uma em onde elas estão para encontrar um homem arando um campo com uma sandália quebrada, e outra em que o homem estaria sentado à sombra de uma única árvore, comendo de uma mesa de ferro (seu arado). Eles fizeram isso e acharam Přemysl exatamente como predito.